# Comuna Mîklașiv, Pustomîtî
Mîklașiv (în ucraineană Миклашів) este o comună în raionul Pustomîtî, regiunea Liov, Ucraina, formată din satele Mîklașiv (reședința) și Pidhirne.

## Demografie
Componența lingvistică a comunei Mîklașiv
     Ucraineană (99,2%)
     Alte limbi (0,81%)
Conform recensământului din 2001, majoritatea populației comunei Mîklașiv era vorbitoare de ucraineană (99,2%), existând în minoritate și vorbitori de alte limbi.